# Moji, tvoji, najini
Moji, tvoji, najini je slovenska družinska nanizanka avtorice in scenaristke Vedrane Grisogono Nemeš, režiser pa je Siena Krušič. Glasbo je napisal Igor Leonardi, pripoveduje Lotos Šparovec.
Na 1. programu televizije Slovenije sta se predvajali dve sezoni. Nekaj časa so se omenjale možnosti za 3. sezono, vendar nadaljevanja serija ni doživela.

## Vsebina
Polona in Blaž živita na koruzi. Ona ima hčerki iz prvega zakona, on pa sinova. Imata še skupnega otroka, dojenčka Miška. Pred kratkim so se preselili v novo hišo, kjer začasno stanujejo vsi skupaj, saj je Blaževa prva žena Valerija, pri kateri sinova stalno živita, na začasnem delu v tujini.
V veliki družini Valič - Grom pride pogosto do prepirov in nesporazumov, ki so na videz nerešljivi, a se z malo dobre volje vedno razpletejo pozitivno in v dobro vseh.

## Glavni liki
| Vloga                   | Igralec                 | Opis                                                                                       | Odgigranih delov |
| ----------------------- | ----------------------- | ------------------------------------------------------------------------------------------ | ---------------- |
| Polona Valič Bergant    | Barbara Cerar           | arhitektka; mama dveh hčera iz prvega zakona in Blaževa partnerica, s katerim ima dojenčka |                  |
| Blaž Grom               | Sebastijan Cavazza      | menedžer; oče treh sinov in Polonin partner                                                |                  |
| Dana Valič Bergant      | Kaja Vidmar             | Polonina in Viktorjeva hčerka, plesalka                                                    |                  |
| Zarja Valič Bergant     | Neža Lajevec            | Polonina in Viktorjeva hčerka                                                              |                  |
| Gorazd Grom             | Max Čelar               | Blažev in Valerijin sin                                                                    |                  |
| Leon Grom               | Anže Lajevec            | Blažev in Valerijin sin, pianist                                                           |                  |
| Meta                    | Marijana Brecelj        | Gorazdova in Leonova babica ter Blaževa bivša tašča                                        |                  |
| Jože                    | Janez Hočevar - Rifle   | Polonin oče ter Danin in Zarjin dedek                                                      |                  |
| Miško-Matevž Valič Grom | Bruno Šparovec Klofutar | dojenček, skupni otrok Blaža in Polone                                                     |                  |
| Viktor Bergant          | Peter Musevski          | oče Dane in Zarje ter Polonin bivši mož, pop pevec                                         |                  |
| Valerija                | Karin Komljanec         | bivša Blaževa žena ter mama Gorazda in Leona, ki je poslovno v Ameriki                     |                  |
| Jerca Rogelj            | Jožica Avbelj           | soseda družine Valič-Gromovih                                                              |                  |
| dojenčkov glas          | Lotos Šparovec          | posodil glas dojenčku Mišku                                                                |                  |

## Stranski liki
| Vloga           | Igralec                    | Opis                                                     |
| --------------- | -------------------------- | -------------------------------------------------------- |
| Peter Greenberg | Marko Derganc              | Polonin poslovni partner, matičar                        |
| Tadeja          | Ondina Kerec               | Gorazdova punca                                          |
| Urban           | Blaž Andrašek              | Zarjin fant                                              |
| zakonca Petrič  | Petra Govc Pavle Ravnohrib | poslovneža, morebitna kupca sosedine hiše                |
| Dare            | Miha Kramer                | Gorazdov najboljši prijatelj, Zarjina simpatija          |
| Manca           | Sabina Kogovšek            | akviziterka, inštruktorica za osebno rast, mama Kristine |
| Kristina        | Dominika Deželak           | Leonova simpatija, Mančina hči, pianistka                |

## Seznam sezon
| Sezona | Sezona | Št. epizod | Original predvajanje (RTV SLO 1) | Original predvajanje (RTV SLO 1) |
| Sezona | Sezona | Št. epizod | Začetek sezone                   | Konec sezone                     |
| ------ | ------ | ---------- | -------------------------------- | -------------------------------- |
|        | 1.     | 35         | 1. oktober 2010                  | 17. junij 2011                   |
|        | 2.     | 17         | 5. november 2011                 | 1. april 2012                    |

## Nominacije
| Leto | Nominacija                                                               | Nagrada Da/Ne |
| ---- | ------------------------------------------------------------------------ | ------------- |
| 2010 | Nominacija za strokovni viktor za najboljšo igrano TV-oddajo ali TV-Film | Da            |
| 2011 | Nominacija za strokovni viktor za najboljšo igrano TV-oddajo ali TV-Flim | Ne            |
| 2012 | Nominacija za strokovni viktor za najboljšo igrano TV-oddajo ali TV-Film | Ne            |